# اکایا، فیک
اکایا، فیک (به لاتین: Akkaya, Feke) یک منطقهٔ مسکونی در ترکیه است که در استان آدانا واقع شده‌است.